# Madagascar 3: Europe's Most Wanted
Madagascar 3: Europe's Most Wanted (titulada Madagascar 3: De marcha por Europa en España y Madagascar 3: Los fugitivos en Hispanoamérica) es una película de animación de Dreamworks Animation, además es la tercera película de la saga Madagascar. Fue estrenada el 8 de junio de 2012. Es la tercera película de la saga Madagascar, donde Alex y sus amigos intentan regresar a Nueva York con la ayuda de viejos y nuevos aliados para evitar ser capturados por una despiadada oficial de control de animales.

## Argumento
Después de la boda de Skipper (Tom McGrath), los pingüinos y los monos se van a Montecarlo por dos semanas, y Álex (Ben Stiller) les dice que los estarán esperando hasta entonces, a lo que Skipper le responde que no volverán y después se ve a sí mismo y a sus amigos muy ancianos de tanto esperar volver a Nueva York, entonces Marty (Chris Rock) lo despierta, Álex se da cuenta de que todo fue una pesadilla y Marty, Melman (David Schwimmer) y Gloria (Jada Pinkett Smith) le regalan una réplica de la Gran Manzana a escala como regalo de cumpleaños, siendo Gloria la Estatua de la libertad y Melman uno de los puentes de la ciudad, esto hace que Álex se ponga muy nostálgico y les diga a sus amigos que hay que ir a Montecarlo a buscar a los pingüinos, un Álex paranoico les dice que ellos están convencidos de que los pingüinos volverán pero por culpa de la pesadilla, Álex cree que no volverán, entonces convence a sus amigos de ir a forzar a los pingüinos a que los lleven a su hogar.
Apenas llegan a Mónaco, los cuatro amigos (junto con el Rey Julien, Maurice y Mort) se dirigen al Casino de Montecarlo a buscar a los pingüinos, introduciéndose en el edificio por los conductos del techo. A través del techo de cristal, distinguen entre la gente a los monos, que se han metido en el casino disfrazados porque no se permite la entrada de animales al lugar. Cuando se está por ejecutar el plan que han armado, el grupo empieza a discutir sobre quién debe ser el líder entre ellos, y terminan cayendo dentro del casino generando un enorme caos. Mientras tratan de huir, dos guardias de seguridad los detectan y mandan llamar a la capitana Chantel Dubois (Frances McDormand), una agente de Control de Animales muy aficionada a coleccionar cabezas disecadas de animales en su casa, poseedora de un récord perfecto de captura de animales en veinte años de carrera y que está obsesionada con cazar un león.
Luego de que todos escapan del casino en una furgoneta, Dubois usa su fino olfato para detectar el rastro de los fugitivos y perseguirlos. Apenas la ven, los animales aceleran su huida y llegan de manera muy accidentada a la terraza del hotel Ambassador, donde los monos los esperan para llevarlos en su avión. Desgraciadamente, Dubois (cuya obsesión por capturarlos la hace imparable) complica la huida y llega a enlazar a Melman, pero finalmente logran sacársela de encima. Después de un corto recorrido, el avión se cae a tierra por desperfectos técnicos y queda completamente destruido. Sin esperanzas de volver a Estados Unidos, de pronto descubren a los agentes de la ley muy cerca de ellos, en una estación de trenes. Sin saber cómo salir de Europa sin llamar la atención, descubren un tren que transporta a una compañía de circo, el Circo Zaragoza, pero Vitaly (Bryan Cranston), un tigre que parece ser el líder de los animales de circo, se opone a recibirlos con el pretexto de que no aceptan animales que no pertenezcan al circo, entonces el Tigre cierra la puerta y Stefano, un león marino intenta convencer al Tigre de que los deje subir. Con los agentes pisándoles los talones, Alex les dice que también son animales de circo, y Gia (Jessica Chastain), una Jaguar que pertenece al grupo, con cierta duda, los deja subir al tren.
Mientras viajan, Stefano (Martin Short), les pregunta cuáles son los actos que hacen en el circo de Estados Unidos, y los cuatro amigos se ven obligados a mentirles inventando toda clase de proezas arriesgadas como el trapecio norteamericano que usa una piscina con cobras, propulsores y globos para los niños del mundo. Fascinado, Stefano los invita a ir con ellos a Roma, donde darán su próximo show, pero Álex rechaza amablemente el ofrecimiento diciendo que se bajarán en la próxima estación para volver a los Estados Unidos. Stefano les intenta decir que ese será su destino si es que logran convencer a un promotor norteamericano de ofrecerles un contrato para una gira por América después de su show en Londres, a pesar de ser interrumpido varias veces por los cuchillos que Vitaly le lanza. Sin embargo, Vitaly se opone a llevarlos alegando que al dueño del circo no le gusta llevar polizones a bordo del tren, y repentinamente los pingüinos aparecen en el vagón donde están para advertirle que los polizones pueden viajar en el tren si son los dueños del circo. Al día siguiente, los monos compran el circo con una bolsa de piedras preciosas, ignorando que los dueños sí querían deshacerse de ese circo. Por su parte, el Rey Julien descubre en un vagón a Sonia, una osa que actúa en el circo, y se enamora de ella. Más tarde, Dubois sigue el rastro de los animales, descubriendo que huyeron con el circo, y se embarca en un tren carguero a Roma.
Una vez en Roma, el Rey Julien y Sonia salen a pasear por el Vaticano y saludan al Papa, hecho que el lémur aprovecha para robarse el anillo del Pescador y regalarlo a su amada; más tarde, al romperse el triciclo de la osa, Julien usa el anillo del Pescador del Papa para comprarle una motocicleta Ducati. Desafortunadamente, son vistos por Dubois, quien pretende perseguirlos en una motoneta de la policía italiana, pero como el vehículo está encadenado a las demás motonetas, es detenida. Mientras tanto, el espectáculo de circo (que se lleva a cabo en el Coliseo) resulta ser un enorme fiasco, todos deben escapar de los espectadores furiosos que les reclaman la devolución de su dinero, y en un malentendido los simios arrojan las bolsas con la recaudación a la gente en la estación de trenes. Al día siguiente, la policía italiana va a buscar a Dubois a la celda donde está presa para anunciarle su deportación a Mónaco, y descubren que no está en su celda. Descubriendo un túnel bajo su cama, se meten a buscarla, pero solo encuentran el relleno de su colchón, que la propia Dubois ha sacado para esconderse dentro y escapar dejando encerrados a los policías italianos.
Frustrados, los cuatro amigos no saben qué hacer para lograr volver a Nueva York, cuando Álex es llevado por Stefano a un vagón donde se exhiben recuerdos y premios que el circo ha ganado en años anteriores. Stefano le cuenta a Álex que el Circo Zaragoza tuvo en el pasado la reputación de ser el mejor de toda Europa, y Vitaly era la estrella principal con un acto consistente en saltar a través de un aro. Con el paso del tiempo, el aro se volvió más pequeño, y Vitaly empezó a usar aceite de oliva para traspasar el aro más fácilmente. En una función Vitaly pidió a Stefano que prendiera fuego en el aro para que su acto fuera más asombroso, pero, desgraciadamente, el aceite de oliva que se había echado encima se incendió provocándole graves quemaduras. Después de eso, Vitaly perdió su dignidad, su fama, su pasión, su esposa y su suave pelaje, y el circo se desmoronó artísticamente. Por esa razón, Stefano le pide a Álex que los ayude a revitalizar el espectáculo para lograr la tan ansiada gira por Norteamérica, y Álex acepta crear un nuevo show junto a sus amigos.
A la mañana siguiente, la idea de Álex no es bien recibida por los demás animales, poco dispuestos a romper la larga tradición del circo. Para convencerlos, Álex les cuenta que el paradigma del circo ha cambiado desde la llegada de "esos francocanadienses" (en obvia referencia al Cirque du Soleil), que incluso han prescindido del uso de animales en sus espectáculos, y los convence de que el circo se lleva en el corazón. Motivados y entusiasmados, todos aceptan alegremente rearmar el show, e incluso Vitaly acepta hacer uno de sus saltos. Mientras desarrollan nuevos actos, Álex y los pingüinos descubren que Dubois está muy cerca de encontrarlos, y se ven obligados a salir para Londres apresuradamente.
Antes del inicio del show en Londres, con el promotor norteamericano entre el público, Stefano le dice entre lágrimas a Álex que Vitaly no se presentará. Indignado, Álex ve cómo Vitaly arma su equipaje para abandonar el circo, y trata de convencerlo para que haga su acto. Vitaly se niega con la excusa de que es imposible hacerlo, y Álex le recuerda que por esa razón el público ama su acto. Finalmente, Vitaly se deja convencer y hace su número para abrir el show, usando acondicionador de cabello en lugar de aceite de oliva. El público estalla en aplausos ante el éxito de Vitaly, y los demás animales dan un deslumbrante show, en el que Marty y Stefano son disparados por cañones, Melman y Gloria bailan en la cuerda floja y Álex junto con Gia hacen acrobacias en el trapecio. El espectáculo convence al promotor de darles un contrato para la ansiada gira por Estados Unidos, y todos los animales estallan de alegría. Lamentablemente, Dubois y sus agentes aparecen en el circo, dispuestos a llevarse a Álex y sus amigos por ser prófugos de la justicia, pero los pingüinos meten a la agente en un cañón y la expulsan del lugar. Viéndose descubiertos, los cuatro amigos no tienen más remedio que admitir que no son animales de circo, debiendo abandonar el circo al llegar a Nueva York. Desconsolado, Marty admite que fue su culpa el haber abandonado el zoológico, pero Álex le hace ver que no es así, y sugiere volver al circo, pues todos están de acuerdo en que estaban felices siendo parte del circo porque podían hacer lo que querían. De repente, son alcanzados por dardos tranquilizantes, y Dubois aparece satisfecha por poder atrapar a su tan ansiado león. Antes de que tenga oportunidad de cortarle la cabeza al león, los cuidadores del zoo la felicitan por devolverles a Álex y a los demás. Julien, que se ha separado de Sonia, vuelve al circo desesperado por reconciliarse, y los pingüinos descubren un dardo tranquilizante en su cola. Deduciendo que han emboscado a los cuatro amigos, todos los animales del circo deciden ir a ayudarlos, a pesar de que en un inicio algunos se rehusaban a ayudarlos porque ellos les mintieron.  
Apenas despiertan del efecto del sedante, Álex y sus amigos descubren que se está efectuando un acto frente a sus habitáculos en el zoológico, con el fin de premiar a Dubois por devolver a Alex a su hogar. Dubois rechaza el premio de un millón de dólares que le han dado, con el pretexto de que sólo le importaba capturar a Álex, y le dispara un dardo con veneno. Afortunadamente, Álex es rescatado por Gia, y se alegra al ver a todo el Circo Zaragoza a bordo de un globo aerostático, con el fin de sacarlos del zoológico. Los pingüinos ejecutan un plan para rescatar a los cuatro amigos, y al tenerlos a salvo, descubren que Stefano no ha subido al globo con ellos. Vitaly le arroja varios cuchillos para que trepe y salte hacia ellos, pero en el último salto Stefano es capturado por Dubois. Para rescatarlo, Alex decide hacer con Gia el "trapecio norteamericano" (un acto inventado por él al subirse al tren por primera vez), rescatando a Stefano y se deshace de Dubois arrojándola en su habitáculo, donde es sedada con su propia pistola por Mort, Vitaly y Stefano admitiendo que el trapecio norteamericano sí es real. Después de ser rescatados, los cuatro amigos aceptan unirse al Circo Zaragoza, que ahora lleva el nombre de Afro Circus. Álex le pregunta a Skipper que hizo con Dubois. Dubois se despierta del efecto del sedante y se da cuenta de que esta atada de manos por detrás de la espalda y amordazada con cinta adhesiva, en ese momento sus agentes también despiertan dentro de unos cajones en un buque mercante, con destino a Madagascar. (haciendo referencia a la escena de la primera película, en donde los animales son trasladados a África pero caen al mar y llegan a Madagascar).

## Personajes principales
- Álex el león: Es la atracción principal en el Zoo de Nueva York y es el mejor amigo de Marty, luego de la pesadilla que tiene donde los pingüinos le dicen que no volverán, el entra en pánico y decide armar un plan para forzar a los pingüinos a que los lleven a casa, al escapar con el circo conoce a Gia una leopardo trapecista, y con el tiempo empieza a sentir algo por ella.

- Marty la cebra: Es el mejor amigo de Álex, es algo atrevido y muy divertido, se convierte en el mejor amigo de Stefano, después de salvarlo porque su sueño era ser una bala de cañón "león marino", mientras practicaba su acto Stefano se lanza y queda al borde de un risco, lo que hace que Marty también se lance desde el cañón para salvarlo, al haber sentido que volaba Marty accede a hacer el acto con Stefano.

- Melman la jirafa: Siempre soñó con terminar en brazos de Gloria, es algo cobarde y ha demostrado en varias ocasiones que el sería capaz de enfrentar hasta el mayor de sus miedos con tal de hacer feliz a Gloria, quien le enseñó que debe mantener mucha concentración en la cuerda floja, lo consigue y supera su miedo a este acto.

- Gloria la hipopótamo: Nunca se imaginó terminar en brazos de su amigo Melman, pero igual esta feliz de encontrar el amor,es uno de los personajes más inteligentes y un poco envidiosa, ama a Marty como a un hermano y odia a los pingüinos por razones desconocidas, también sabe bailar muy bien cosa que la ayudó a hacer su acto en la cuerda floja.

- Stefano: Es un león marino, de origen italiano, él sabe que desde que Vitaly renunció a saltar por los aros el circo ha ido decayendo, por ende convenció a Alex para hacer un nuevo circo y él escogió su acto que es ser una bala de cañón porque ese era su sueño desde que era niño y volar por los aires, su compañero de acto es Marty, él convence a Álex y a sus amigos de quedarse en el circo, y sobre todo que el espectáculo debe continuar.

- Gia la jaguar: Es el primer interés amoroso de Álex, se enamora de él después que le enseña "Trapecio Norteamericano" (mentira de Álex para que les dejen subir al tren), pero al saber que es de Zoo se decepciona de él, aun así al saber que fue emboscado por Dubois en el zoo decide ir a salvarlo y lo saca del lugar justo antes de que Dubois le disparara el dardo letal. Ella considera a Stefano como un hermano pequeño y a Vitaly como una figura paterna.

- Vitaly el tigre: Es un tigre de origen ruso, intimidante y fuerte, su acto en el circo era el de traspasar los aros usando aceite de oliva extra virgen para facilitar la maniobra, pero un día se arriesgó a hacer lo imposible, traspasar un aro muy pequeño encendido en fuego, pasó por el aro pero sufrió graves quemaduras y perdiendo así su pasión, su esposa y adquiriendo un insaciable gusto por el borsch, Álex le ayuda y lo motiva para que vuelva a hacer su acto y para que no se vuelva a quemar le dice que use acondicionador en lugar del aceite.

- Oficial Chantel Dubois: Es la antagonista principal de la película, una oficial de control de animales que desde pequeña ha querido cazar un león, y ahora que ha escapado de la ley decide encontrarlo pero no tiene éxito en su búsqueda al final ella y sus secuaces terminan en cajas en un barco que va camino a Madagascar. Tiene un acento muy francés.

- Skipper: Es un pingüino de la Antártida. Es el líder de los pingüinos Cabo, Kowalski y Rico y ahora representante del circo Zaragoza.

- Kowalski: Es un pingüino, mano derecha de Skipper y el cerebro del equipo.

- Rico: Es un pingüino, es la fuerza del equipo. Es apasionado por los explosivos,y además tiene la capacidad de sacar objetos de su garganta.

- Cabo: Es un pingüino, es el más chico del equipo y casi siempre es usado como la carnada, sin embargo, es el más querido por Skipper. Además es muy tierno.

- Rey Julien: Es un lémur de cola anillada, amigo de Álex, Marty, Melman, Gloria y los demás, Al entrar al circo se enamora de la osa Sonia. Skipper le llama "cola anillada" y para Skipper es una molestia.

- Mort: Es un lémur ratón de Goodman, sirviente y amigo de Julien. Es muy divertido, tierno e inquieto. Skipper le llama "ojos tristes".

- Maurice: Es un aye-aye color gris, amigo y consejero de Julien. Aunque sea su amigo, por alguna razón no le termina de caer bien, ya que en una escena en donde Julien cae supuestamente al vacío, este se alegra por unos pocos segundos antes de ver que fue rescatado por el avión, lo que lo frustra de nuevo.

- Mason: Es un chimpancé mejor amigo de Phil. Él acompañó a los pingüinos hacia Montecarlo, él junto con su mejor amigo se disfrazan del "Rey de Versalles" tanto para apostar en el casino de Montecarlo como para comprar el circo Zaragoza para ayudar a Álex y sus amigos a volver a casa.

- Phil: Es un chimpancé mejor amigo de Mason. Él es sordomudo, pero sabe leer, se comunica a través de las señas. Él también viajó a Montecarlo con los pingüinos.

- Sonia: Es una osa bailarina del circo Zaragoza que no sabe hablar. También se enamora del Rey Julien.

## Doblaje
| Personaje               | Actor original         | Actor de doblaje                            | Actor de doblaje    |
| ----------------------- | ---------------------- | ------------------------------------------- | ------------------- |
| Alex                    | Ben Stiller            | Ricardo Tejedo                              | Paco León           |
| Marty                   | Chris Rock             | Alfonso Obregón                             | Claudi Domingo      |
| Melman                  | David Schwimmer        | Ricardo Mendoza                             | Rafael Parra        |
| Gloria                  | Jada Pinkett Smith     | Dulce Guerrero                              | Lola Oria           |
| Rey Julien              | Sacha Baron Cohen      | Mario Filio                                 | José Javier Serrano |
| Maurice                 | Cedric the Entertainer | Armando Réndiz                              | Ricky Coello        |
| Mort                    | Andy Richter           | José Antonio Macías                         | Aleix Estadella     |
| Skipper                 | Tom McGrath            | Mario Arvizu                                | Eduardo Doncos      |
| Kowalski                | Chris Miller           | Idzi Dutkiewicz                             | Ramón Canals        |
| Rico                    | John DiMaggio          | José Luis Orozco                            | Xavier Casan        |
| Vitaly                  | Bryan Cranston         | Alexei Myasnikov                            | Jordi Royo          |
| Gia                     | Jessica Chastain       | Ilaria Latini                               | Elisa Beuter        |
| Stefano                 | Martin Short           | Diego Suárez                                | Xavier Fernández    |
| Capitána Chantel Dubois | Frances McDormand      | Gisella Ramírez / Miriam Sánchez (cantando) | Eva Hache           |
| Mason                   | Conrad Vernon          | Salvador Delgado                            | Jordi Ribes         |
| Yeguas                  | Paz Vega               |                                             | Paz Vega            |
| Freddie el perro        | Vinnie Jones           |                                             |                     |

## Banda sonora
'Madagascar 3: Europe's Most Wanted' es la banda sonora de la película compuesta por Hans Zimmer y fue lanzada el 5 de junio de 2012.
| Madagascar 3: Europe's Most Wanted |                                              |          |  |
| N.º                                | Título                                       | Duración |  |
| 1.                                 | «New York City Surprise»                     |          |  |
| 2.                                 | «Gonna Make You Sweat (Everybody Dance Now)» |          |  |
| 3.                                 | «Wannabe»                                    |          |  |
| 4.                                 | «Game On»                                    |          |  |
| 5.                                 | «Hot In Here»                                |          |  |
| 6.                                 | «La donna è mobile»                          |          |  |
| 7.                                 | «Con te partirò»                             |          |  |
| 8.                                 | «We No Speak Americano»                      |          |  |
| 9.                                 | «Light The Hoop On Fire!»                    |          |  |
| 10.                                | «Fur Power!»                                 |          |  |
| 11.                                | «Non, je ne regrette rien»                   |          |  |
| 12.                                | «Love Always Comes As A Surprise»            |          |  |
| 13.                                | «Rescue Stefano»                             |          |  |
| 14.                                | «Firework»                                   |          |  |
| 15.                                | «Afro Circus/I Like to Move It»              |          |  |
| 16.                                | «Dirty Diana»                                |          |  |
| 17.                                | «History»                                    |          |  |
| 18.                                | «Blood On The Dance Floor»                   |          |  |

## Premios y nominaciones
| Año  | Premio                        | Categoría                                      | Nominado     | Resultado |
| ---- | ----------------------------- | ---------------------------------------------- | ------------ | --------- |
| 2012 | Teen Choice Awards            | Mejor Película de Verano - (Comedia o Musical) | Madagascar 3 | Nominados |
| 2012 | Teen Choice Awards            | Voz favorita en una película                   | Chris Rock   | Nominado  |
| 2012 | Kid's Choice Awards Argentina | Mejor Película Animada                         | Madagascar 3 | Ganador   |
| 2013 | Kids Choice Awards            | Película Animada favorita                      | Madagascar 3 | Nominado  |

## Futuro
En junio de 2009 se confirmó el desarrollo de la secuela, Madagascar 4. Estaba prevista para el 25 de mayo de 2013, pero se quitó del calendario por las políticas de Dreamworks Animation de estrenar dos películas al año. Hasta ahora, no hay una fecha de estreno exacta.

## Spin off
Aparte del comunicado sobre la secuela de Madagascar, el estudio anunció el desarrollo de la película Los Pingüinos de Madagascar, un spin-off basado en los personajes secundarios de la película y de la serie homónima de la que son protagonistas. La película se estrenó el 26 de noviembre de 2014 en Estados Unidos. Fue dirigida por Simon J. Smith (Bee Movie) y Eric Darrel, director de las demás películas.
A su vez actúa como una secuela directa.